# 336-я пехотная дивизия (вермахт)
336-я пехотная дивизия (нем. 336. Infanterie-Division) — пехотная дивизия вермахта во время Второй мировой войны, действовавшая с 1940 по 1944 год. Принимала участие в боях во Франции и на Восточном фронте. Понесла большие потери во время Крымского наступления;  сдалась в плен в Севастополе в мае 1944 года.

## История
Была сформирована в Наумбурге в декабре 1940 года под командованием генерал-майора Иоганна Штевера. Номинально дивизия входила в состав 4-го военного округа (Wehrkreis IV)  и была одной из нескольких дивизий, созданных для службы в оккупированных странах Западной Европы.  Была сформирована на основе трех батальонов 61-й пехотной дивизии и трех батальонов 256-й пехотной дивизии. Обе дивизии имели опыт участия во вторжении в Польшу и битве за Нидерланды.
Вскоре была отправлена в Западную Европу: сначала в Бельгию на месяц в мае 1941 года, затем в Гавр во Франции. В апреле 1942 года была переведена в Бретань. В следующем месяце была переброшена на Восточный фронт, где приняла участие во Второй битве за Харьков. После этого была включена во 2-ю венгерскую армию, в составе которой принимала участие в операции «Блау», наступлении вермахта на юге России летом 1942 года. В декабре того же года участвовала в попытке освободить 6-ю армию под Сталинградом. Позже в том же году он принимала участие в боях на Миус-фронте и последующих боях под Мелитополем в составе линии Пантера-Вотан.
В ноябре 1943 года была переброшена в Крым. Весной 1944 года во время Крымского наступления РККА, дивизия занимала оборону на Перекопском перешейке. В этих боях дивизия понесла тяжелые потери, в том числе командир дивизии генерал-майор Вольф Хагеманн был эвакуирован по медицинским показаниям. Остатки дивизии отступили в Севастополь, где в конце концов сдались в плен вместе с остальными защитниками города 9 мая 1944 года. Некоторому количеству солдат и офицеров удалось избежать капитуляции, эвакуировавшись морем; эти части были направлена в 294-ю пехотную дивизию, а оставшиеся штабные офицеры были отправлены в 237-ю пехотную дивизию.

## Командиры
- Генерал-майор Иоганн Штевер (15 декабря 1940 г. - 28 февраля 1942 г.);
- Генерал-майор Вальтер Лухт (1 марта 1942 г. - 30 июня 1943 г.);
- Генерал-майор Вильгельм Кунце (1 июля - 15 августа 1943 г.; 1 сентября - 7 декабря 1943 г.);
- Оберст [Note 2] Вернер фон Бюлов (15–30 августа 1943 г.); [Note 3]
- Оберст Вольф Хагеманн (8 декабря 1943–1944). [1] [Note 4]